# Potasio
El potasio es un elemento químico de la tabla periódica cuyo símbolo químico es K (del latín Kalium y a su vez del árabe. القلية, DMG al-qalya, «ceniza de plantas»), cuyo número atómico es 19. Es un metal alcalino de color blanco-plateado, que abunda en la naturaleza en los elementos relacionados con el agua salada y otros minerales. Se oxida rápidamente en el aire, es muy reactivo, especialmente en agua, y se parece químicamente al sodio.

## Características principales

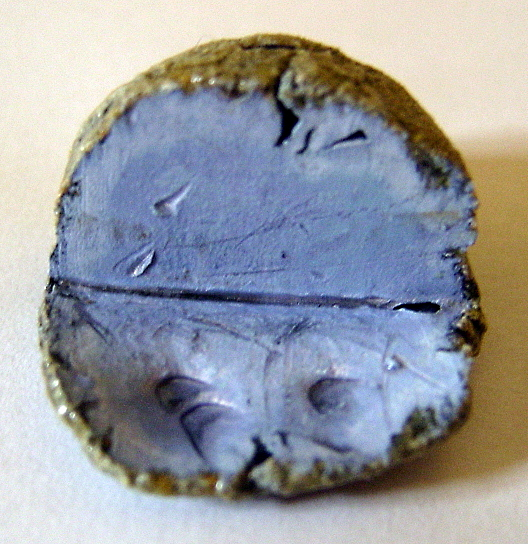
Potasio.

Es el quinto metal más ligero y liviano; es un sólido blando que se corta con facilidad con un cuchillo, tiene un punto de fusión muy bajo, arde con llama violeta y presenta un color plateado en las superficies expuestas al aire, en cuyo contacto se oxida con rapidez, lo que obliga a almacenarlo recubierto de aceite.Al igual que otros metales alcalinos reacciona violentamente con el agua desprendiendo hidrógeno, incluso puede inflamarse espontáneamente en presencia de agua.

## Aplicaciones
- El potasio metal se usa en células fotoeléctricas.
- El cloruro y el nitrato se emplean como fertilizantes.
- El peróxido de potasio se usa en aparatos de respiración autónomos de bomberos y mineros.
- El nitrato se usa en la fabricación de pólvora y el cromato y dicromato en pirotecnia.
- El carbonato potásico se emplea en la fabricación de cristales.
- La aleación NaK, una aleación de sodio y potasio, es un material empleado para la transferencia de calor.
- El cloruro de potasio se utiliza para provocar un paro cardíaco en las ejecuciones con inyección letal.

Otras sales de potasio importantes son el bromuro, cianuro, hidróxido, yoduro, sulfato y el clorato.
El ion K+ está presente en los extremos de los cromosomas (en los telómeros) estabilizando la estructura. Asimismo, el ion hexahidratado (al igual que el correspondiente ion de magnesio) estabiliza la estructura del ADN y del ARN compensando la carga negativa de los grupos fosfato.
La bomba de sodio es un mecanismo por el cual se consiguen las concentraciones requeridas de iones K+ y Na+ dentro y fuera de la célula —concentraciones de iones K+ más altas dentro de la célula que en el exterior— para posibilitar la transmisión del impulso nervioso.
Las hortalizas (brócoli, remolacha, berenjena y coliflor) judías y las frutas (los bananos y las de hueso, como aguacate, albaricoque, melocotón, cereza, ciruela), son alimentos ricos en potasio.
El descenso del nivel de potasio en la sangre provoca hipopotasemia.
Es uno de los elementos esenciales para el crecimiento de las plantas —es uno de los tres que se consumen en mayor cantidad— ya que el ion potasio, que se encuentra en la mayoría de los tipos de suelo, interviene en la respiración.

## Historia
El potasio  (del latín científico potassium, y este del alemán Pottasche, ceniza de pote) nombre con que lo bautizó Humphry Davy al descubrirlo en 1807, fue el primer elemento metálico aislado por electrólisis, en su caso del hidróxido de potasio (KOH), compuesto de cuyo nombre latino, Kalĭum, proviene el símbolo químico del potasio.
El propio Davy hacía el siguiente relato de su descubrimiento ante la Royal Society of London el 19 de noviembre de 1807: «Coloqué un pequeño fragmento de potasa sobre un disco aislado de platino que comunicaba con el lado negativo de una batería eléctrica de 250 placas de cobre y zinc en plena actividad. Un hilo de platino que comunicaba con el lado positivo fue puesto en contacto con la cara superior de la potasa. Todo el aparato funcionaba al aire libre. En estas circunstancias se manifestó una actividad muy viva; la potasa empezó a fundirse en sus dos puntos de electrización. Hubo en la cara superior (positiva) una viva efervescencia, determinada por el desprendimiento de un fluido elástico; en la cara inferior (negativa) no se desprendía ningún fluido elástico, pero pequeños glóbulos de vivo brillo metálico completamente semejantes a los glóbulos de mercurio. Algunos de estos glóbulos, a medida que se formaban, ardían con explosión y llama brillante; otros perdían poco a poco su brillo y se cubrían finalmente de una costra blanca. Estos glóbulos formaban la sustancia que yo buscaba; era un principio combustible particular, era la base de la potasa: el potasio.»
La importancia del descubrimiento radica en que confirmó la hipótesis de Antoine Lavoisier de que si la sosa y la potasa reaccionaban con los ácidos de igual modo que los óxidos de plomo y plata era porque estaban formados de la combinación de un metal con el oxígeno, extremo que se confirmó al aislar el potasio y tan solo una semana después el sodio por electrólisis de la sosa. Además, la obtención del potasio permitió el descubrimiento de otros elementos, ya que dada su gran reactividad es capaz de descomponer óxidos para combinarse y quedarse con el oxígeno; de este modo pudieron aislarse el silicio, el boro y el aluminio.

## Abundancia
El potasio constituye del orden del 2,4 % en peso de la corteza terrestre siendo el séptimo más abundante. Debido a su solubilidad es muy difícil obtener el metal puro a partir de sus minerales. Aun así, en antiguos lechos marinos y de lagos existen grandes depósitos de minerales de potasio (carnalita, langbeinita, polihalita y silvina) en los que la extracción del metal y sus sales es económicamente viable.

## Propiedades químicas
El potasio debe ser protegido del aire para prevenir como la corrosión del metal por el óxido e hidróxido. A menudo, las muestras son mantenidas bajo un medio reductor como el queroseno. Como otros metales alcalinos, el potasio reacciona violentamente con agua, produciendo hidrógeno. La reacción es notablemente más violenta que la del litio o sodio con agua, y es suficientemente exotérmica para que el gas hidrógeno desarrollado se encienda. Como el potasio reacciona rápidamente con aún los rastros del agua, y sus productos de reacción son permanentes, a veces es usado solo, o como NaK (una aleación con el sodio que es líquida a temperatura ambiente) para secar solventes antes de la destilación. En este caso, el potasio sirve como un potente disecante. El hidróxido de potasio reacciona fuertemente con el dióxido de carbono, debido a la alta energía del ion K+. El ion K+ es incoloro en el agua. Los métodos de separación del potasio incluyen precipitación, algunas veces por análisis gravimétrico.

### Isótopos
Se conocen diecisiete isótopos de potasio, tres de ellos naturales 39K (93,3 %), 40K (0,01 %) y 41K (6,7 %). El isótopo 40K, con un periodo de semidesintegración de 1,278x109 años, decae a 40Ar (11,2 %) estable mediante captura electrónica y emisión de un positrón, y el 88,8 % restante a 40Ca mediante desintegración β.
La desintegración del 40K en 40Ar se emplea como método para la datación de rocas. El método K-Ar convencional se basa en la hipótesis de que las rocas no contenían argón cuando se formaron y que el formado no escapó de ellas, sino que fue retenido de modo que el presente proviene completa y exclusivamente de la desintegración del potasio original. La medición de la cantidad de potasio y 40Ar y aplicación de este procedimiento de datación es adecuado para determinar la edad de minerales como el feldespato volcánico, moscovita, biotita y hornblenda y en general las muestras de rocas volcánicas e intrusivas que no han sufrido alteración.
Más allá de la verificación, los isótopos de potasio se han utilizado mucho en estudios del clima, así como en estudios sobre el ciclo de los nutrientes, por ser un macronutriente requerido para la vida.
El isótopo 40K está presente en el potasio natural en cantidad suficiente como para que los sacos de compuestos de potasio comercial puedan emplearse en las demostraciones escolares como fuente radiactiva.

## Función biológica

### Potasio en el cuerpo
El potasio es el catión mayor del líquido intracelular del organismo humano. Está involucrado en el mantenimiento del equilibrio normal del agua, el equilibrio osmótico entre las células y el fluido intersticial y el equilibrio ácido-base, determinado por el pH del organismo. El potasio también está involucrado en la contracción muscular y la regulación de la actividad neuromuscular, al participar en la transmisión del impulso nervioso a través de los potenciales de acción del organismo humano. Debido a la naturaleza de sus propiedades electrostáticas y químicas, los iones de potasio son más pequeños que los iones de sodio, por lo que los canales iónicos y las bombas de las membranas celulares pueden distinguir entre los dos tipos de iones; bombear activamente o pasivamente permitiendo que uno de estos iones pase, mientras que bloquea al otro. El potasio promueve el desarrollo celular y en parte es almacenado a nivel muscular, por lo tanto, si el músculo está siendo formado (periodos de crecimiento y desarrollo) un adecuado abastecimiento de potasio es esencial. Una disminución importante en los niveles de potasio sérico (inferior 3,5 meq/L) puede causar condiciones potencialmente fatales conocida como hipokalemia, con resultado a menudo de situaciones como diarrea, diuresis incrementada, vómitos y deshidratación. Los síntomas de deficiencia incluyen: debilidad muscular, fatiga, astenia, calambres, a nivel gastrointestinal: íleo, estreñimiento, anormalidades en el electrocardiograma, arritmias cardiacas, y en causas severas parálisis respiratorias y alcalosis.
La hiperkalemia, o aumento de los niveles de potasio por encima de 5,5 meq/L, es uno de los trastornos electrolíticos más graves y puede ser causado por aumento del aporte (oral o parenteral: vía sanguínea), redistribución (del líquido intracelular al extracelular) o disminución de la excreción renal. Por lo general, las manifestaciones clínicas aparecen con niveles mayores a 6,5 meq/L, siendo las principales: cardiovasculares: con cambios en el electrocardiograma, arritmias ventriculares y sístole (paro cardíaco), a nivel neuromuscular: parestesias, debilidad, falla respiratoria y a nivel gastrointestinal náuseas y vómitos.

### Absorción, filtración y excreción
El potasio es absorbido de forma rápida desde el intestino delgado. Entre 80 y 90 % del potasio ingerido es excretado en la orina, el resto es perdido en las heces. Los riñones mantienen los niveles normales de potasio en suero a través de su habilidad de filtrar, reabsorber y excretar potasio bajo la influencia de la hormona aldosterona. Conjuntamente con el sodio, ambos regulan el balance entre fluidos y electrolitos en el organismo, ya que son los principales cationes del líquido intracelular (potasio) y extracelular (sodio) de los fluidos corporales totales del organismo. La concentración del sodio en el plasma es cerca de 145 meq/L, mientras que la del potasio es de 3,5 a 4,5 meq/L (en plasma). El plasma es filtrado a través de los glomérulos de los riñones en cantidades enormes, cerca de 180 L/día. Diariamente el sodio y potasio ingerido en la dieta debe ser reabsorbido; el sodio debe ser reabsorbido tanto como sea necesario para mantener el volumen del plasma y la presión osmótica correctamente, mientras que el potasio debe ser reabsorbido para mantener las concentraciones séricas del catión en 4,8 meq/L (cerca de 190 miligramos) (6). La bomba de sodio debe mantenerse siempre operativa para conservar el sodio. El potasio debe ser conservado algunas veces, pero dado que las cantidades de potasio en plasma son tan pequeñas, y la concentración de potasio a nivel celular es cerca de tres veces más grande, la situación no es tan crítica para el potasio. Dado que el potasio se transporta pasivamente en respuesta a un flujo contrario al sodio, la orina nunca puede disminuir las concentraciones de potasio en suero, excepto algunas veces donde se observe una excreción activa de agua. El potasio es secretado doblemente y reabsorbido tres veces antes de que la orina alcance los túbulos colectores del riñón. A este punto usualmente se alcanza la misma concentración en plasma. Si el potasio fuese eliminado de la dieta, obligaría al riñón a una excreción mínima de potasio alrededor de 200 mg/día cuando el potasio en suero decline a 3,0 meq/L en una semana aproximadamente. La bomba de sodio/potasio es un mecanismo por el cual se consiguen las concentraciones requeridas de iones K+ y Na+ dentro y fuera de la célula —concentraciones de iones K+ más altas dentro de la célula que en el exterior— para posibilitar la transmisión del impulso nervioso.

### Potasio en la dieta
La ingesta adecuada de potasio puede ser generalmente garantizada al consumir una variedad de alimentos que contengan potasio, y la deficiencia es muy rara en individuos que consuman una dieta equilibrada. Los alimentos que son fuente alta de potasio incluyen: las hortalizas (papa o patata, brócoli, remolacha, berenjena y coliflor) y las frutas (las bananas o plátanos) y las de hueso (como las uvas, albaricoque, melocotón, cereza, ciruela, etc.), son alimentos ricos en potasio.
El potasio es el tercer mineral más abundante en nuestro cuerpo. Está implicado en la reacción de los nervios, en el movimiento muscular y en su mantenimiento saludable.
Los alimentos que poseen más potasio son las judías, que aportan 1300 mg de potasio c/ 100 g; el germen de trigo, que aporta unos 842 mg de potasio c/ 100 g; el aguacate, que aporta 600 mg c/ 100 g; la soja aporta 515 mg c/ 100 g; las nueces, que aportan 441 mg de potasio c/ 100 g; la papa o patata, que aporta 421 mg de potasio c/ 100 g, y la banana o plátano, que aporta 396 mg c/ 100 g.
Las dietas altas en potasio pueden reducir el riesgo de hipertensión y la deficiencia de potasio (hipokalemia) combinada con una inadecuada ingesta de tiamina ha producido muertes en ratones experimentales.
Las sales de potasio, al poseer sabor salado, pueden sustituir fácilmente a las de sodio en aquellas dietas donde deba restringirse este último elemento.
Los suplementos de potasio en medicina son usados en la mayoría en conjunto con diuréticos de asa y tiazidas, una clase de diuréticos que disminuyen los niveles de sodio y agua corporal cuando esto es necesario, pero a su vez causan también pérdida de potasio en la orina. Individuos nefrópatas o que sufran de una enfermedad renal pueden sufrir efectos adversos sobre la salud al consumir grandes cantidades de potasio. En la insuficiencia renal crónica, los pacientes que se encuentran bajo tratamiento recibiendo diálisis renal deben seguir una dieta estricta en el contenido de potasio aportado, dado que los riñones controlan la excreción de potasio y la acumulación de potasio por falla renal puede causar problemas graves como una arritmia cardiaca fatal. La hipercalemia aguda (exceso de potasio) puede ser reducida a través de tratamiento con soda vía oral, glucosa, hiperventilación y perspiración.

## Precauciones
El potasio sólido reacciona violentamente con el agua, más incluso que el sodio, por lo que se ha de conservar inmerso en un líquido apropiado como aceite o queroseno.